# Urși (gmina Stoilești)
Urși – wieś w Rumunii, w okręgu Vâlcea, w gminie Stoilești. W 2011 roku liczyła 335 mieszkańców.